# Bolbocerodema nigroplagiatum
Bolbocerodema nigroplagiatum es una especie de coleóptero de la familia Geotrupidae.

## Distribución geográfica
Habita en Japón.